# Aranyhasú magvágó
Az aranyhasú magvágó (Pheucticus aureoventris) a madarak osztályának verébalakúak (Passeriformes) rendjébe és a kardinálispintyfélék (Cardinalidae) családjába tartozó faj.

## Rendszerezése
A fajt Alcide d’Orbigny és Frédéric de Lafresnaye írták le 1837-ben, a Pitylus nembe Pitylus aureoventris néven.

## Alfajai
- Pheucticus aureoventris aureoventris (d'Orbigny & Lafresnaye, 1837)
- Pheucticus aureoventris crissalis P. L. Sclater & Salvin, 1877
- Pheucticus aureoventris meridensis Riley, 1905
- Pheucticus aureoventris terminalis Chapman, 1919
- Pheucticus aureoventris uropygialis P. L. Sclater & Salvin, 1871[2]

## Előfordulása
Argentína, Bolívia, Brazília, Chile, Ecuador, Kolumbia, Paraguay, Peru és Venezuela területén honos. Természetes élőhelyei a szubtrópusi és trópusi síkvidéki és hegyi esőerdők és cserjések, valamint másodlagos erdők. Vonuló faj.

## Megjelenése
Testhossza 22 centiméter.

## Természetvédelmi helyzete
Az elterjedési területe nagyon nagy, egyedszáma viszont ismeretlen. A Természetvédelmi Világszövetség Vörös listáján nem fenyegetett fajként szerepel.